# Rosnay (Indre)
Rosnay település Franciaországban, Indre megyében. Lakosainak száma 522 fő (2022. január 1.). Rosnay Le Blanc, Ciron, Douadic, Lingé, Migné, Ruffec és Saint-Michel-en-Brenne községekkel határos.

## Népesség
A település népessége az elmúlt években az alábbi módon változott:
| Lakosok száma | 686  | 529  | 537  | 626  | 502  | 506  | 519  | 519  | 519  | 522  |
|               | 1968 | 1982 | 1990 | 2006 | 2013 | 2015 | 2017 | 2019 | 2020 | 2022 |